# 斯特拉特福 (南达科他州)
斯特拉特福（英語：Stratford），是美国南达科他州下属的一座城市。根据2010年美国人口普查，该市有人口73人。论人口在本州排行第254。